# Корниш (Нью-Гэмпшир)
Корниш (англ. Cornish) — город в округе Салливан, штат Нью-Гэмпшир, США.
Город имеет три крытых моста, ежегодно в августе в нем проводится городская ярмарка. Согласно бюро переписи Соединенных Штатов в 2010 году в городе проживало 1640 человек.

## География
Площадь города составляет 42,8 квадратных миль (111 км²), из которых 42,1 квадратных мили (109 км²) — суша и 0,7 квадратных мили (1,8 км²) — вода.

## История
Начал заселяться в 1763 году английскими поселенцами. Официально был назван в честь сэра Сэмюэля Корниша в 1765 году колониальным губернатором провинции Нью-Гэмпшир Беннингом Вентвортом.
Стал широко известен в конце XIX века как летний курорт для художников и писателей. Одним из первых здесь поселился скульптор Огастес Сент-Годенс в 1885 году, открывший свою летнюю студию. За ним последовали другие художники, построившие поместье, которое стало центром одноимённой художественной колонии.

Исторические виды
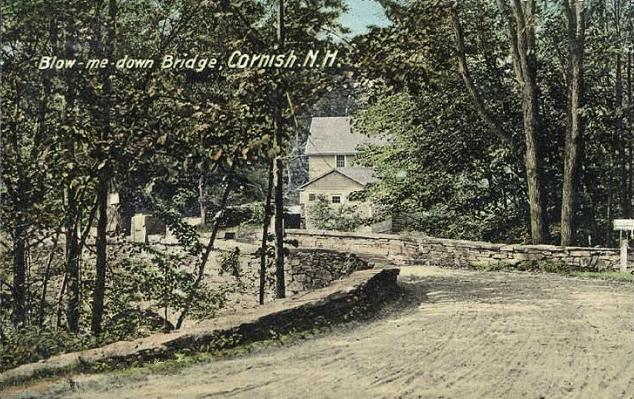
Blow-me-down Bridge, 1908
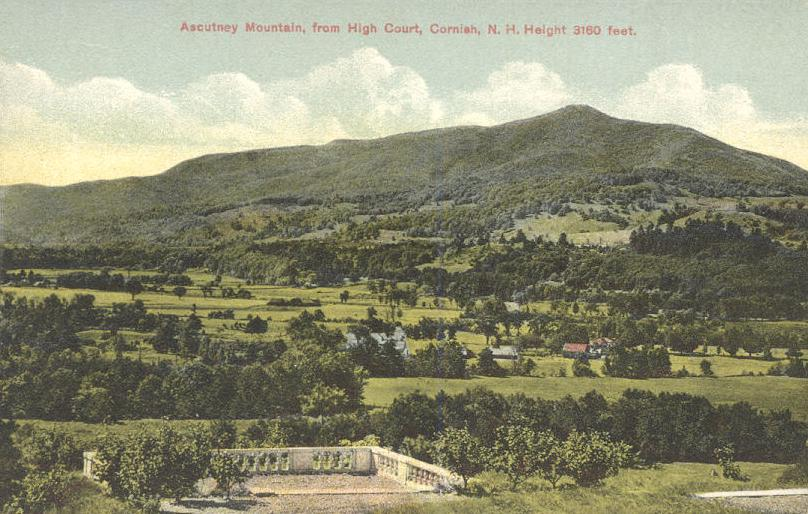
Mount Ascutney from High Court, 1910